# Roberto Infante Rengifo
Roberto Infante Rengifo (9 de julio de 1918-Ibíd, 17 de septiembre de 1995) fue un ingeniero agrónomo y político chileno, que se desempeñó como ministro de Estado de su país, durante el segundo gobierno del presidente Carlos Ibáñez del Campo.

## Familia y estudios
Nació en Santiago de Chile el 9 de julio de 1918, como uno de los cinco hijos del matrimonio conformado por el militante conservador Gabriel Infante Infante y por Rosa Rengifo Reyes. Sus hermanos Eduardo y Gabriel, de profesión ingeniero civil e ingeniero agrónomo, respectivamente, se desempeñaron en la administración pública, siendo el primero, funcionario del Ministerio de Obras Públicas y el segundo, funcionario del Ministerio de Agricultura. Entre 1924 y 1934, realizó sus estudios primarios y secundarios en el Liceo Alemán de Santiago. En 1935, continuó los superiores en la Facultad de Agronomía de la Universidad de Chile, titulándose como ingeniero agrónomo en octubre de 1939, con la tesis El pH en el vino.
Se casó en Santiago el 8 de diciembre de 1947 con María de la Luz González Bañares, con quien tuvo seis hijos, entre ellos; María Cecilia, María Leonor, María Paz, María Soledad y Roberto Andrés. María Paz, se casó con el ingeniero Francisco Hurtado Controneo, hijo del dirigente gremial y político Rubén Hurtado O'Ryan, que llegaría a ser diputado entre 1953 y 1969.

## Carrera profesional y política
En el marco del gobierno del presidente radical Pedro Aguirre Cerda, en 1940 inició su actividad pública, siendo funcionario del Ministerio de Agricultura (Minagri) como ingeniero del Departamento de Nacimiento. Dejó el puesto al año siguiente, y se incorporó como técnico a la Cooperativa Vitivinícola del Valle Central.
Posteriormente, en mayo de 1953, bajo la segunda presidencia de Carlos Ibáñez del Campo, fue nombrado como director del Departamento de Enología y Viticultura del Minagri. Militante del Partido Agrario Laborista (PAL), el 6 de enero de 1955 fue nombrado por Ibáñez del Campo, como titular del Ministerio de Agricultura, función que ejerció hasta el 31 de mayo de ese año. A continuación, fue asignado como consejero del Banco Central; sirviendo en el período entre 1955 y 1959. Paralelamente, el 13 de marzo de 1957 retornó al gabinete, con el nombramiento de ministro de Economía y Comercio, cargo que también desempeñó brevemente, presentando su renuncia el 23 de abril del mismo año.
Luego de la disolución de su partido en 1958, se afilió al Partido Demócrata Cristiano (PDC). En la elección presidencial de 1964 apoyó la candidatura de su campañero de tienda Eduardo Frei Montalva, el cual resultó electo con el 56.09 % de los votos totales. Estando en el gobierno, este lo designó como vicepresidente del Banco del Estado, cargo que empleó hasta el final de la administración en 1970. De manera simultánea, entre 1969 y 1970, actuó como vicepresidente ejecutivo del Instituto de Desarrollo Agropecuario (Indap).
Fue miembro de la Sociedad Agronómica de Chile, del Círculo Español, del Club de La Unión, del Automóvil Club y del Colegio de Ingenieros Agrónomos de Chile. Falleció en Santiago el 17 de septiembre de 1995, a los 77 años.